# Einsiedl (Palling)
Der Einsiedl ist ein Einödhof in der Gemeinde Palling im Landkreis Traunstein und hat ca. 6 Einwohner.
In Historischen Karten auch Einsiedel bzw. Einsiedeln benannt.

## Geschichte

### Ersterwähnung 1310
In der Kartenbeilage Amt Palling des Pflegegerichtes Tittmoning zur Geschichte der Pfarrei Palling wird die Ersterwähnung von Einsiedl mit 1310 angegeben.

### Grenzstein zwischen dem Land Salzburg und Bayern (1275–1803)

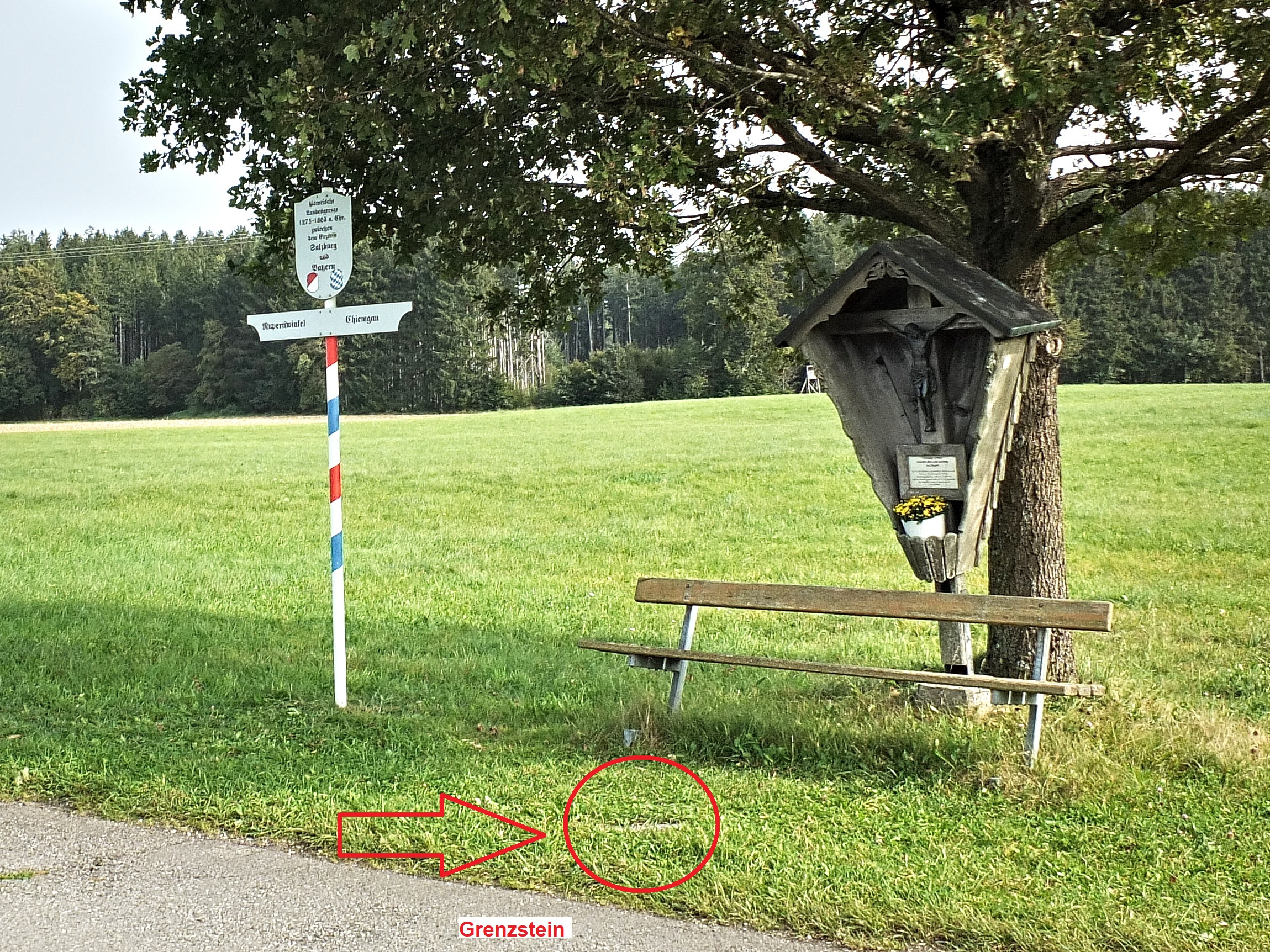
Grenzstein und Hinweistafel Chiemgau-Rupertiwinkel bei Einsiedl

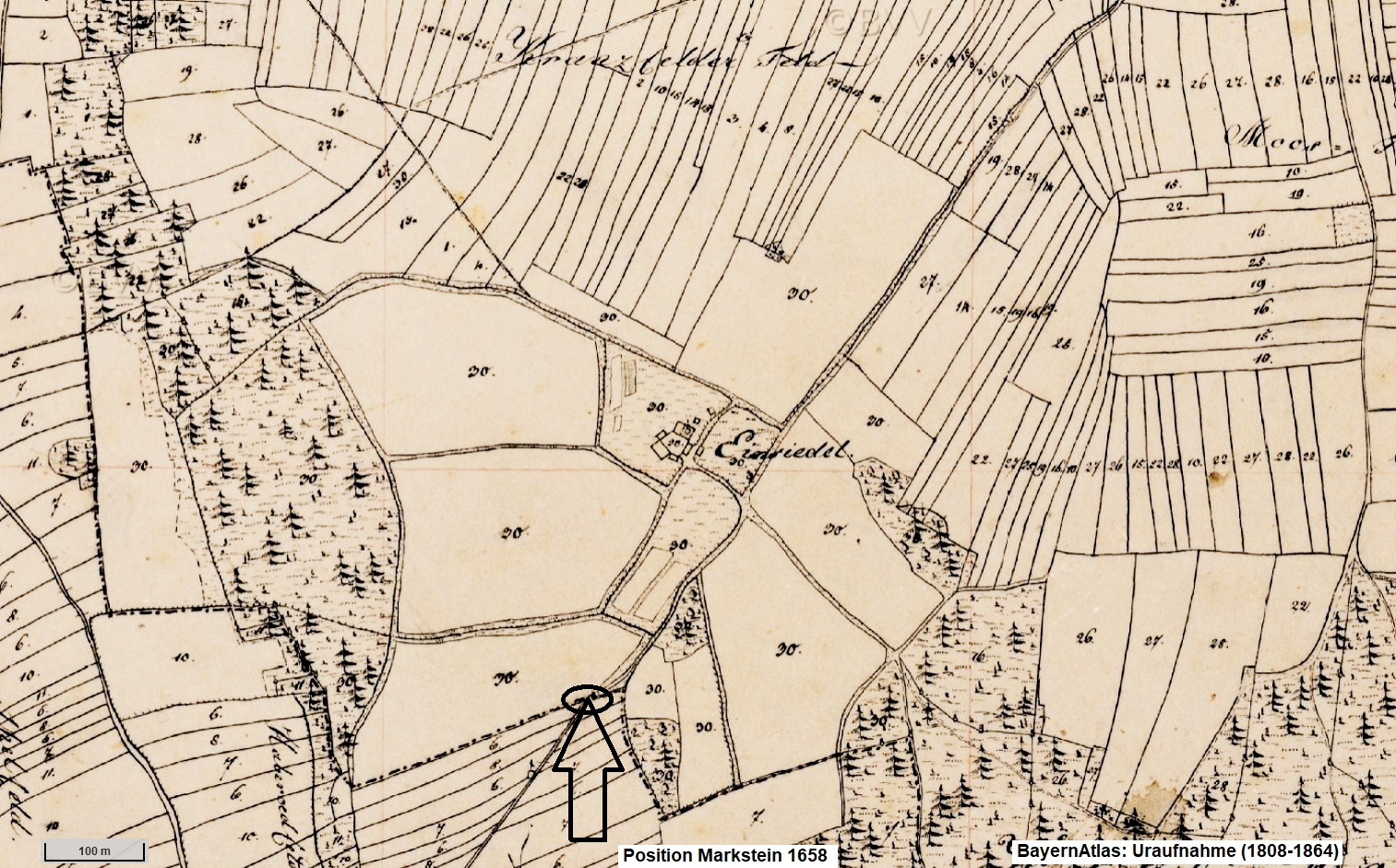
Bayern Uraufnahme (1808–1864)

Ca. 250 m südlich der Einöde, am Rand der Straße von Brünning nach Unterweißenkirchen steht ein Flurdenkmal. Das errichtete Holzkreuz wird umrahmt von einer gepflanzten Eiche im Hintergrund sowie einer Ruhebank davor. Die Hinweistafel am Kreuz weist auf den im Jahr 1658 eingelassenen Grenzstein hin. Er markiert die historische Grenze zwischen dem Erzstift Salzburg und dem Königreich Bayern.

„Der vor der Ruhebank sich befindliche Markstein wurde laut einer Aufzeichnung von 1697 im Niederweißenkirchner oder auch Aicha-Feld auf den Einsiedlergrund im Jahr 1658 hier eingelassen.
Der Einsiedl ist in alten Urkunden bereits 1310 erwähnt.“

Im Jahr 2016 errichtete die Gemeinde Palling zusätzlich an dieser Stelle eine Erinnerungstafel an die historische Grenze mit folgendem Text.

„historische Landesgrenze 1275-1803 n. Chr. zwischen dem Erzstift Salzburg und Bayern“

### Vogtbauern des Klosters Frauenchiemsee
In den Steuerunterlagen des Pfleggericht Tittmoning wird für die Jahre 1592 und 1779 in Einsiedl ein Anwesen in der Größe 1 ¼ Sölden, als Vogtbauern der Benediktinerinnen Abtei Frauenchiemsee, geführt.

### Marterl der Emerenzia Kasperlschuster-Bäuerin  (1800)

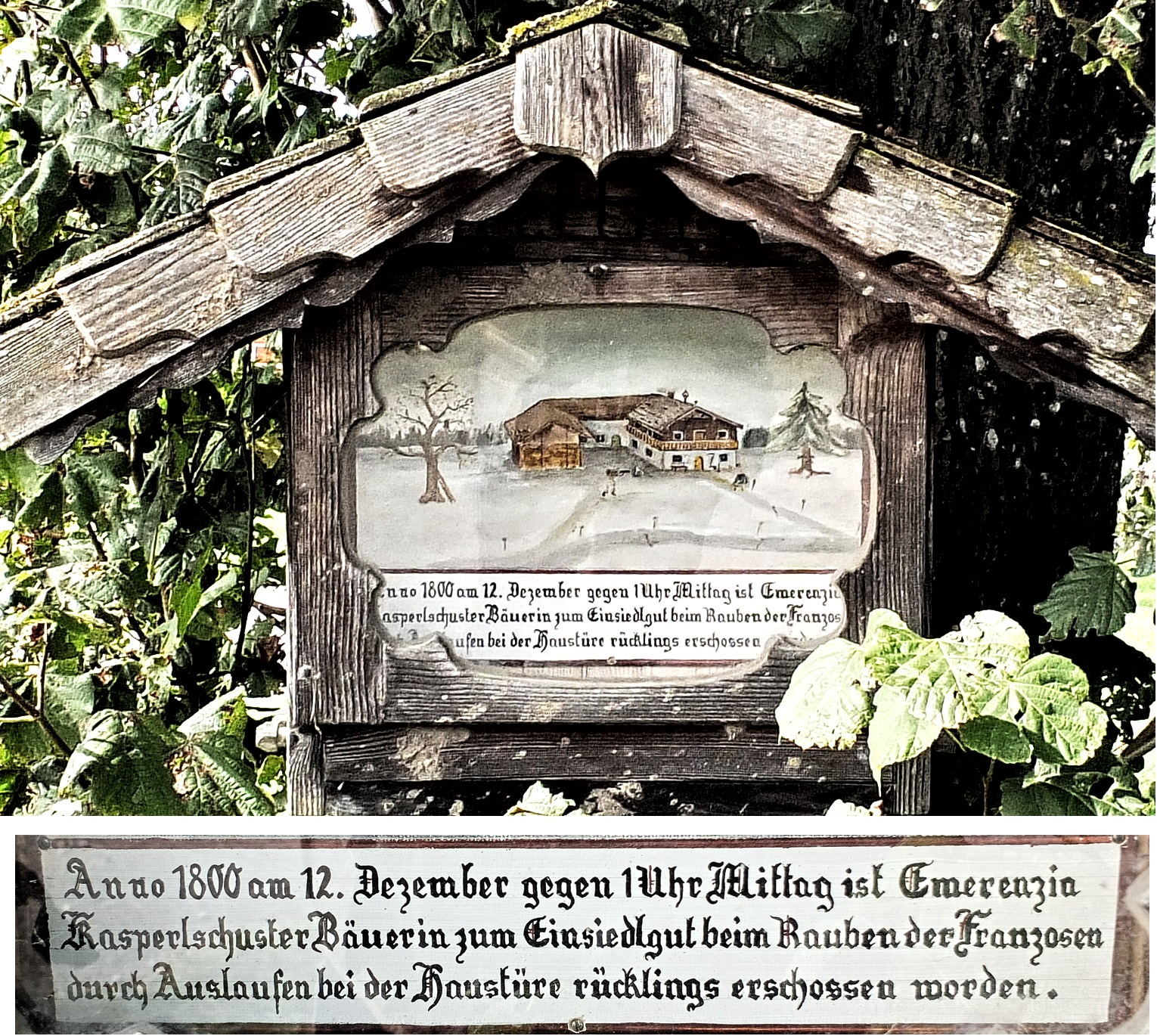
Marterl der Emerenzia Kasperlschuster-Bäuerin

Von plündernden Französischen Soldaten wurde um 1800 die Emerenzia Kasperlschusterin, Bäuerin vom Einsiedlgut, erschossen. Ein Marterl an der Straße erinnert daran.
Ausführlich und widersprüchlich in Bezug auf das Datum und die Uhrzeit der Beschriftung des Martels, steht in der Geschichte der Pfarrei Palling:

„Vom Dezember 1800 bis Frühjahr 1801 suchten die Franzosen die Umgebung von Palling heim.
...
So wurde Emerentiana Kasparlschusterin, Eheweib des Sebastian Huber, Bauers am Einsiedelgut zu Brünning, als sie vor französischen Plünderern aus dem Hause fliehen wollte und die erste ihr nachgesandte Kugel sie nicht zum Stehenbleiben brachte, durch den zweiten Schuß getötet.
Das geschah am 13. Dezember vormittags 11 Uhr.“

## Geologie
Die Einöde liegt am westlichen Rand des würmzeitlichen Salzachgletscher zwischen wallförmigen Seitenmoränen, auf von Schmelzwässern abgelagerten, spätwürmzeitlichem Flussschotter.